# The Subs
The Subs is een Belgische electroband uit Gent.

## Biografie
The Subs werd in 2006 opgericht door Jeroen "Papillon" De Pessemier (ex-Bolchi en -Foxylane), Wiebe "Tonic" Loccufier en Koen "Starski" Leroux (beiden bekend als het dj-duo Starski & Tonic). Na het uitbrengen van enkele underground clubhits als You Make Me Spill, Fuck That Shit en Substracktion, zorgde het rauwe punktrash nummer Kiss My Trance in 2008 voor een doorbraak.
Het nummer, dat de grenzen van het trancegenre aftast, baande zich in sneltempo een weg naar de hoogste regionen van zowel commerciële hitlijsten als dj-playlists, van onder andere Boys Noize, T.Raumschmiere, Laurent Garnier en Tiësto. Ook maakte de band remixen voor Alex Gopher, The Lotterboys, Plump DJs, Telex en Cassius.
Na het succes van de single begonnen The Subs ook als liveact op te treden, waarbij de dj-setup als ritmesectie dient. Ze staan bekend om hun energieke shows en speelden onder andere in clubs in Londen, Parijs, Madrid en Barcelona en op festivals als Bestival, Lowlands, Pukkelpop, Global Gathering en Dour Festival. Eind 2008 brachten The Subs hun debuutalbum Subculture uit, waarop invloeden te horen zijn van jaren 90-acts als Daft Punk, The Chemical Brothers en Underworld. Na het verschijnen van het album, kwam Highbloo (deel van de Partyharders Squad), de band versterken.
Op 22 januari 2010 maakte de band bekend dat de laptop van Wiebe Loccufier, met daarop de opnames voor het tweede album, uit zijn auto gestolen was. De eerste single van het album was The pope of dope waarop de band samenwerkte met Party Harders. In maart 2011 verscheen het tweede album Decontrol.

## Discografie

### Albums
| Album met hitnotering(en) in de Vlaamse Ultratop 200 albums | Datum van verschijnen | Datum van binnenkomst | Hoogste positie | Aantal weken | Opmerkingen |
| ----------------------------------------------------------- | --------------------- | --------------------- | --------------- | ------------ | ----------- |
| Subculture                                                  | 24-10-2008            | 01-11-2008            | 33              | 18           |             |
| Decontrol                                                   | 25-03-2011            | 02-04-2011            | 12              | 19           |             |
| HoLoGRAM                                                    | 24-02-2014            | 04-03-2014            | 19              | 4            |             |
| A decade of dance 2006-2016                                 | 2016                  | 04-06-2016            | 52              | 5            |             |

### Singles
| Single met eventuele hitnotering(en) in de Nederlandse Top 40 | Datum van verschijnen | Datum van binnenkomst | Hoogste positie | Aantal weken | Opmerkingen                                              |
| ------------------------------------------------------------- | --------------------- | --------------------- | --------------- | ------------ | -------------------------------------------------------- |
| Zanna                                                         | 28-11-2011            | -                     |                 |              | met Selah Sue & Tom Barman / Nr. 72 in de Single Top 100 |

| Single met hitnotering(en) in de Vlaamse Ultratop 50 | Datum van verschijnen | Datum van binnenkomst | Hoogste positie | Aantal weken | Opmerkingen                                                    |
| ---------------------------------------------------- | --------------------- | --------------------- | --------------- | ------------ | -------------------------------------------------------------- |
| Kiss my trance                                       | 2008                  | 02-02-2008            | 18              | 12           |                                                                |
| Music is the new religion                            | 2008                  | 06-12-2008            | 43              | 2            |                                                                |
| The pope of dope                                     | 26-04-2010            | 08-05-2010            | 12              | 20           | met Party Harders / Goud                                       |
| The face of the planet                               | 21-02-2011            | 05-03-2011            | 10              | 13           | / Goud                                                         |
| Don't stop                                           | 16-05-2011            | 21-05-2011            | tip2            | -            | met Highbloo                                                   |
| Zanna                                                | 2011                  | 10-12-2011            | 1(4wk)          | 11           | met Selah Sue & Tom Barman / Nr. 9 in de Radio 2 Top 30 / Goud |
| Decontrol                                            | 31-10-2011            | 07-01-2012            | tip96           | -            |                                                                |
| Concorde                                             | 2014                  | 25-01-2014            | tip29           | -            | met Jean-Pierre Castaldi                                       |
| Trapped                                              | 2014                  | 05-04-2014            | 25              | 10           | met Colonel Abrams; cover van diens nummer uit 1985            |
| Cling to love                                        | 2014                  | 12-07-2014            | tip12           | -            | met Jay Brown                                                  |
| Close to faith                                       | 2015                  | 14-03-2015            | tip7            | -            | met Friends in Paris                                           |
| Longest night                                        | 2016                  | 23-04-2016            | tip28           | -            |                                                                |
| UFO                                                  | 2018                  | 06-10-2018            | tip1            | -            | met Yves Paquet                                                |
| Blank                                                | 2019                  | 11-05-2019            | tip             | -            | met Glints                                                     |

### Overige singles
- You make me spill - 2006 (Dirty Dancing Recordings)
- You make me spill - 2006 (Suicide Recordings)
- Substracktion - 2006 (Lektroluv Recordings)
- Fuck that shit - 2007 (Lektroluv Recordings)
- Papillon - 2008 (Lektroluv Recordings)
- My Punk - 2008 (Lektroluv Recordings)
- From dusk till dawn - 2009 (Lektroluv Recordings)
- Mitsubitchi - 2010 (Lektroluv Recordings)
- Flesh & Bones - 2019
- I Want To Dance Again - 2020

### Remixen
- Telex - How do you dance (Virgin Records)
- Javelo - Spleen (Dancing Recordings)
- Sharam Jey - When the dogs bite (King Kong Records)
- dEUS - Bad timing (unreleased)
- Pacjam - Urban minds (541 recordings)
- Shameboy - Wired for sound (Sputnik Recordings)
- Foxylane - Naked to bed (Some Like It Hot Records)
- The Lotterboys - Can't control the boogie (Eskimo Recordings)
- Acid Jacks - Disco Shoes (Kerowack)
- Mason - Quarter (Great Stuff Recordings)
- Boemklatsch feat. Faberyeyo - Spikkeltjes (Lektroluv records)
- La Roux - Colourless Colour
- Gotye - Heart's a mess (nooit officieel uitgebracht)

## Trivia
- The Subs staan ook bekend om het zogenaamde driehoekgebaar. Een symbool dat zowel Papillon als het publiek vaak maakt tijdens de optredens.